# Biblioteca di Ogi-jima
La biblioteca di Ogi-jima (男木島図書館?, Ogi-jima toshokan, nome inglese ufficiale Ogijima Library) è una biblioteca sull'isola di Ogi-jima in Giappone inaugurata nel 2016.
La biblioteca è stata ideata e realizzata da un gruppo di isolani riunitisi nella organizzazione non a scopo di lucro "Biblioteca di Ogi-jima" (特定非営利活動法人男木島図書館?, Tokubetsu hieiri katsudō hoōjin Ogi-jima toshokan) che ha recuperato e allestito per la nuova funzione una vecchia casa tradizionale giapponese per realizzare una struttura a forte vocazione popolare. Tutti i libri della biblioteca provengono da donazioni spontanee e sono messi a disposizione gratuitamente per la consultazione e il prestito.

## Storia

### Prima della biblioteca

#### Preesistenze

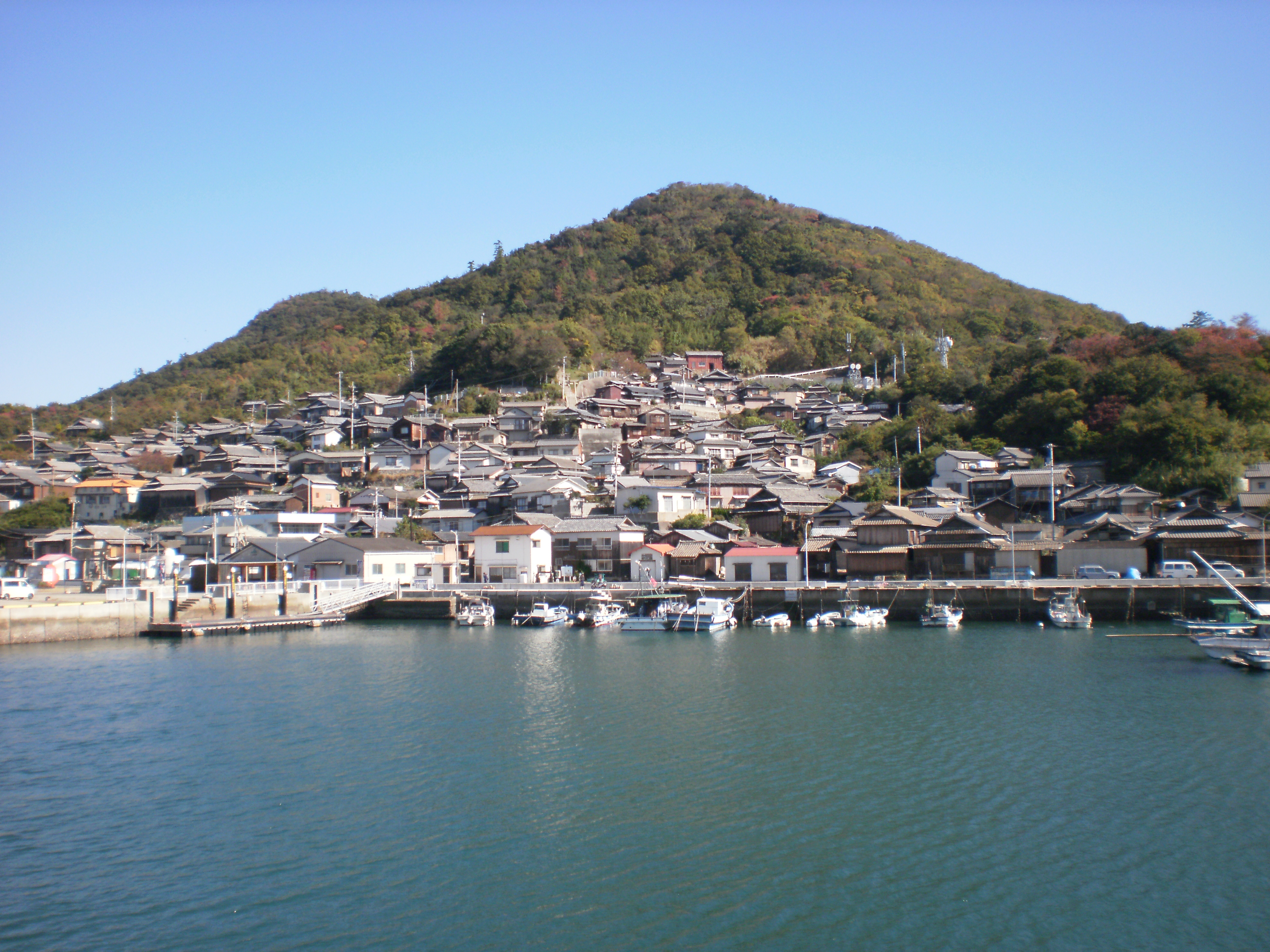
L'isola di Ogi-jima vista dal mare.

Ogi-jima è una piccola isola con una popolazione stabile di circa 180 abitanti che si trova nel mare di Seto, a metà fra le prefettura di Okayama e Kagawa, e ricade nel territorio comunale di Takamatsu, da cui dista circa 40 minuti di traghetto. Fino alla fondazione della Biblioteca di Ogi-jima, l'isola disponeva solo di una sala di lettura presso un centro sociale con circa 700 volumi a disposizione forniti dalla Biblioteca civica di Takamatsu, a cui si aggiungevano ogni tre mesi una quarantina di volumi in prestito a rotazione, inclusi libri illustrati per bambini e kamishibai. Nonostante questi incentivi, data la scarsità di titoli a disposizione e la difficoltà di richiederne altri, gli isolani erano del tutto disabituati alla lettura.
Durante gli anni 2010 l'isola beneficiò dell'arrivo di alcuni giovani immigrati in seguito all'avvio della Triennale di Setouchi: la comunità dei nuovi residenti contribuì ad arginare i preesistenti problemi dell'isola, che soffriva per l'invecchiamento della popolazione (età media intorno ai 70 anni), ma inizialmente si crearono anche delle difficoltà date dalla mancanza di rapporti fra i nuovi e i vecchi abitanti.